# Иннокентий (Полянский)
Епи́скоп Инноке́нтий (в миру Иван Фёдорович Поля́нский; 13 (24) апреля 1751, село Поляны, Переяслав-Рязанская провинция, Московская губерния — 15 (26) апреля 1794, Воронеж) — епископ Русской православной церкви, епископ Воронежский. Член Российской академии (1784).

## Биография
Родился 13 апреля 1751 года в селе Поляны Переяслав-Рязанской провинции Московской губернии (впоследствии Рязанский уезд, Рязанская губерния)
В девятилетнем возрасте он начал учиться в Рязанской духовной семинарии и там получил фамилию Полянский — по селу, где родился.
26 августа 1773 года принял монашеский постриг с именем Иннокентий.
1 сентября 1773 года епископом Рязанским Палладием (†1789) рукоположён в сан иеродиакона и определён в местную семинарию учителем поэзии, истории и географии, а с 1 января 1774 года — риторики и греческого языка; 25 января рукоположён во иеромонаха и стал вице-префектом семинарии; В 1776 году назначен префектом и учителем философии.
22 июля 1778 года по указу Святейшего Синода он назначен префектом и профессором философии в Санкт-Петербургскую (Александро-Невскую) семинарию.
В августе 1782 года указом Святейшего Синода иеромонах Иннокентий назначен на должность префекта и профессора философии в Московскую Славяно-греко-латинскую академию и назначен игуменом московского Знаменского монастыря.
В середине декабря 1783 года по указу Святейшего Синода переведён в Александро-Невскую семинарию, на должность ректора и профессора богословия и оставался им до 1788 года.
В 1784 году произведён в архимандрита Зеленецкого монастыря.
В 1785 году стал архимандритом новгородского Николаевского Вяжищского монастыря, в 1787 году — Сергиевой пустыни.
Был катехизатором в Пажеском корпусе и Петровском училище при немецкой кирке.
9 июля 1784 года избран членом Российской Академии и принимал деятельное участие в приготовлении академического словаря, рассматривал правила правописания, составленные Григорьевым.
29 июня 1788 году в присутствии Императрицы Екатерины II в Большой церкви Зимнего дворца посвящён во епископа Воронежского.
Скончался 15 апреля 1794 года в Воронеже и погребён в Благовещенском воронежском соборе; надгробное слово и речь при поминовении его произносил протоиерей Евфимий Болховитинов (впоследствии митрополит Евгений).
Библиотека преосвященного Иннокентия была пожертвована в Невскую семинарию, в Московскую академию, в Рязанскую и Воронежскую семинарии, архимандриту Амвросию, ректору Воронежской семинарии и Евфимию Болховитинову.

## Сочинения
Памятником литературной деятельности Иннокентия служат: «Избранные поучения преосвященного Иннокентия, бывшего епископа воронежского», собранные и изданные Евфимием Болховитиновым в Воронеже. Иннокентий в течение пятилетнего пребывания в Воронеже произнёс и написал около ста поучений, но по скромности их не печатал; и Евгений с большим трудом восстановил текст его поучений, но не всех, в испещрённых вариантами черновых рукописях. Отдельно напечатаны два слова, произнесённые Иннокентием в придворной церкви: в день рождения великого князя Александра Павловича и в день Его тезоименитства. Митрополит Евгений говорит о преосвященном Иннокентии с большим уважением, как об образцовом пастыре и человеке.